# Hysteropterum discolor
Hysteropterum discolor är en insektsart som beskrevs av Ernst Friedrich Germar 1821. Hysteropterum discolor ingår i släktet Hysteropterum och familjen sköldstritar.
Artens utbredningsområde är Turkiet. Inga underarter finns listade i Catalogue of Life.